# Regno di Dagbon
Il regno di Dagbon (dagbani: Dagbaŋ) è un regno tradizionale del Ghana, fondato dal popolo Dagomba (Dagbamba) tra il XIII e il XV secolo. Durante la sua ascesa, comprese, in vari momenti, le regioni Settentrionale, Occidentale Superiore, Orientale Superiore, Savana e Nordorientale dell'attuale Ghana, oltre a parti del Burkina Faso meridionale, della Costa d'Avorio nordorientale e del Togo nordoccidentale.  Dall'indipendenza del Ghana nel 1957 Dagbon, come gli altri regni e gli stati etnici del Ghana, ha assunto un ruolo esclusivamente tradizionale e consuetudinario.
Il regno si formò secondo le cronache quando Naa Gbewaa e i suoi discendenti unificarono i Dagomba e i popoli affini che erano governati da capi decentralizzati conosciuti come Tindaamba.. Secondo la tradizione mossi la figlia di Naa Gbewaa, Yennenga, fu a sua volta la fondatrice e prima regina dei regni mossi, che avrebbero perciò un'origine affine a Dagbon.
Nel XVII secolo i mercanti diula introdussero nel regno l'Islam. Il commercio con i diula, e più tardi con gli hausa, collegò lo stato di Dagbon con i regni vicini, come i regni mossi, l'impero Ashanti e il regno del Benin, ma anche con paesi remoti come il Fezzan e l'Egitto. Nel 1788 si diceva che Yendi fosse più grande di Kumasi e Salaga.
Durante il suo massimo splendore, tra i secoli XVII e XIX, Dagbon fondò la più antica istituzione di apprendimento del Ghana, l'Università di Moliyili, come centro di apprendimento e artigianato, fu pioniere di un sistema di scrittura, e istituì centri di guarigione per i malati, simili ai moderni ospedali.
Alla fine del XIX secolo, Dagbon era minacciata da tutti i lati. I tedeschi si stavano espandendo da est, gli inglesi da sud e i francesi da nord e est. I tedeschi invasero Dagbon nel 1896. Dopo l'invasione tedesca culminata nella battaglia di Adibo, Il secolare Palazzo di Gbewaa fu bruciato, e il Dagbon orientale cadde in mano ai tedeschi. Nello stesso periodo il Dagbon occidentale divenne parte della Costa d'Oro britannica come protettorato, e ciò impedì ulteriori attacchi tedeschi nel Dagbon occidentale.
Dopo la prima guerra mondiale, il Dagbon orientale divenne parte del Togoland britannico. La Costa d'Oro raggiunse l'indipendenza nel 1957 e divenne il Ghana, dove Dagbon sopravvive come regno tradizionale. Il risultato dell’imperialismo britannico e tedesco fu però che il regno venisse significativamente derubato dei suoi manufatti, oltreché del suo stile di vita tradizionale.